# Annalisa Bucci
Annalisa Bucci (Fabriano, 29 gennaio 1983) è una kickboxer, thaiboxer e lottatrice di arti marziali miste italiana. È figlia dell'allenatore di pallacanestro Alberto Bucci, il quale nel 1983 allenava a Fabriano dove Annalisa poi è nata prima di trasferirsi a Rimini.
Dal 2014 è sotto contratto con l'importante organizzazione statunitense di MMA Bellator nella divisione dei pesi piuma.
Da sempre attiva in una moltitudine di sport da combattimento quali kickboxing, K-1, muay thai ed MMA ma saltuariamente anche savate, pugilato e grappling, Annalisa Bucci è stata campionessa nazionale K-1 dilettanti nel 2007, campionessa intercontinentale WMTI di muay thai nel 2009, campionessa europea WAKO di K-1 nel 2011 e campionessa mondiale ISKA nel 2013.
Nel gennaio 2014 la Bucci fu la prima atleta italiana ad essere classificata tra le prime dieci lottatrici di MMA al mondo nella sua categoria di peso, e nel dicembre dello stesso anno raggiunse la posizione numero 5 dei ranking; nel 2014 è stata campionessa dei pesi piuma nell'organizzazione danese European MMA, e durante lo stesso anno fu la prima atleta italiana femmina a firmare un contratto con la Bellator, organizzazione statunitense tra le più prestigiose al mondo nelle MMA.
Per le classifiche unificate è la quinta lottatrice di MMA più forte del mondo nella categoria dei pesi piuma.

## Carriera nella kickboxing
Annalisa Bucci inizia la sua carriera come kickboxer dilettante nel novembre 2006; nei primi sei mesi di attività registrò un record di 5-1-1 e vinse il titolo nazionale dilettanti con regole K-1.
Proseguì praticando K-1 con regolamento full contact e dopo parecchia gavetta a livello nazionale nel 2009 venne chiamata a combattere per il titolo intercontinentale WMTI di muay thai contro la connazionale Chantal Ughi, vincendo per KO.
Nel 2010 combatté il suo primo incontro all'estero in un gala tenutosi in Canada contro la fuoriclasse britannica Julie Kitchen, contro la quale Annalisa perse ma al termine dell'incontro venne premiata Gala's Best Fighter.
Seguirono un maggior numero di incontri che la videro opposta ad avversarie internazionali e nel 2011 vinse il titolo europeo di K-1 WAKO sconfiggendo la belga Najat Hasnouni-Alaoui.
Dal 2012 Annalisa Bucci si concentrò maggiormente sulle arti marziali miste e di riflesso s'impegnò nel migliorare il proprio grappling, ma quell'anno combatté comunque per il titolo mondiale WFKKO contro Louise Kerry (incontro terminato per infortunio dell'avversaria) e per i campionati europei di K-1 WAKO ad Ankara dove sconfisse l'atleta di casa Dilek Yücel ma poi in finale si arrese contro l'ungherese Boglaka Brunner.
Nel 2013 perse l'incontro per il titolo mondiale WMF a Bangkok contro la francese Claire Musani, ma in aprile si rifece vincendo il titolo mondiale ISKA imponendosi sull'inglese Stacey Parker.
Lo stesso anno prese parte al mondiale di K-1 WAKO in Brasile dove venne sconfitta in semifinale dalla croata Helen Jurisic.
Sempre nel 2013 vinse un incontro di pugilato e perse un match di savate valido per il titolo di campionessa del mondo contro la francese Julie Burton, quest'ultima campionessa europea della disciplina nel 2012.
Nell'agosto di quell'anno sembrava confermata la sfida di muay thai tra Annalisa e la fuoriclasse di MMA Cris Cyborg per un evento in Thailandia organizzato dalla promozione WPMF, ma alla fine l'incontro non si concretizzò.
Nel dicembre del 2014 combatté un incontro con regole K-1 a Praga valido per il titolo europeo EUBS fino ai 66 kg perdendo ai punti contro l'atleta di casa Lucie Mlejnková.

## Carriera nelle arti marziali miste

### Inizi
L'approccio di Annalisa Bucci alle MMA avvenne nel 2010 quando era ancora totalmente impegnata negli altri sport di striking.
Debuttò in un evento tenutosi a Pisa con una vittoria per KO tecnico durante il primo round.
Impegnata con la kickboxing, Annalisa tornò nella gabbia nel 2012 contro Slavka Vitali (record: 1-0), futura lottatrice della promozione britannica Cage Warriors che riuscì a sconfiggere la Bucci per sottomissione.
Un mese dopo in aprile lottò in Francia contro l'atleta di casa Myriam Lamare e con le regole Pancrase, in quanto nel paese ospitante le regole unificate non potevano essere utilizzate: Annalisa perse ai punti contro un'avversaria che poi affrontò anche in un incontro di K-1.
Una settimana dopo all'evento Milano in the Cage 2 la Bucci tornò alla vittoria facendo valere il proprio grappling contro la forte campionessa di pugilato Anita Torti.
Seguirono altre quattro vittorie contro atlete nazionali ed internazionali, due per sottomissione ed una per KO tecnico, e con un record di 6-2 Annalisa Bucci venne inserita come il peso piuma numero 10 al mondo negli Unified Women's Mixed Martial Arts Rankings, ovvero classifiche delle atlete di MMA divise per categoria di peso e stilate da un gruppo di giornalisti specializzati nelle MMA.
Nel 2014 andò in Svezia ad affrontare l'atleta di casa e numero 5 al mondo Pannie Kianzad, venendo sconfitta ai punti in un incontro sempre competitivo e terminato con la Bucci in un'azione di ground and pound sull'avversaria a terra.
Solamente 20 giorni dopo Annalisa andò a Frederiksberg in Danimarca per lottare per il titolo dei pesi piuma nell'organizzazione European MMA opposta alla numero 6 al mondo Maria Hougaard Djursaa: l'incontro fu combattuto ma alla fine fu la Bucci a spuntarla, ottenendo la vittoria più prestigiosa nella sua carriera nelle MMA e vincendo per la prima volta una cintura di campionessa in tale disciplina; dopo quella vittoria Annalisa Bucci venne classificata al sesto posto nei pesi piuma dei ranking unificati dietro solamente alla campionessa Invicta FC Cris Cyborg, all'ex campionessa Strikeforce Marloes Coenen e a Julia Budd, Pannie Kianzad e Faith Van Duin.

### Bellator MMA
Grazie alle ottime prestazioni contro avversarie ai vertici della divisione nell'agosto del 2014 Annalisa Bucci firma un contratto valido per quattro incontri con la prestigiosa promozione statunitense Bellator che voleva così reintegrare le divisioni femminili nei suoi eventi: Annalisa è il secondo atleta italiano nella storia dell'organizzazione di proprietà della Viacom dopo la parentesi di Lorenzo Borgomeo nel 2009.
L'esordio avvenne il 24 ottobre con l'evento Bellator CXXX in Kansas, dove la Bucci venne opposta alla numero 2 al mondo ed ex campionessa Strikeforce Marloes Coenen, seconda nei ranking solamente a Cris Cyborg che però già aveva annunciato il suo passaggio nella categoria dei pesi gallo: contro l'atleta più forte dei pesi piuma Bellator Annalisa portò l'incontro fino al terzo ed ultimo round dove però dovette arrendersi ad un rear naked choke dell'avversaria.
Nonostante la sconfitta in dicembre i ranking di categoria la inserirono alla posizione numero 5 dei pesi piuma in quanto Pannie Kianzad scese di categoria.

### Risultati nelle arti marziali miste
| Risultato | Record | Avversario             | Metodo                           | Evento                                    | Data              | Round | Tempo | Città                    | Note                                 |
| --------- | ------ | ---------------------- | -------------------------------- | ----------------------------------------- | ----------------- | ----- | ----- | ------------------------ | ------------------------------------ |
| Sconfitta | 7-4    | Marloes Coenen         | Sottomissione (rear naked choke) | Bellator CXXX                             | 24 ottobre 2014   | 3     | 0:57  | Mulvane, Stati Uniti     | Debutto in Bellator                  |
| Vittoria  | 7-3    | Maria Hougaard Djursaa | Decisione (unanime)              | EUMMA 9: "Mark" Your Time                 | 23 maggio 2014    | 3     | 5:00  | Frederiksberg, Danimarca | Vince il titolo dei Pesi Piuma EUMMA |
| Sconfitta | 6-3    | Pannie Kianzad         | Decisione (unanime)              | Superior Challenge 10: Helsingborg        | 3 maggio 2014     | 3     | 5:00  | Helsingborg, Svezia      |                                      |
| Vittoria  | 6–2    | Minerva Montero        | Decisione (unanime)              | KOTRC: King of the Cage                   | 15 dicembre 2013  | 2     | 5:00  | Rimini, Italia           |                                      |
| Vittoria  | 5–2    | Jasmina Nadj           | Sottomissione (rear naked choke) | KOTRC: Yokkao Extreme Final               | 9 dicembre 2012   | 1     | -     | Rimini, Italia           | Incontro di Pesi Leggeri             |
| Vittoria  | 4–2    | Angelica Babbi         | Sottomissione (rear naked choke) | Janus Fight Night 2012: In The Cage       | 2 dicembre 2012   | 1     | -     | Padova, Italia           |                                      |
| Vittoria  | 3–2    | Lenka Smetankova       | KO Tecnico (pugni)               | MMAA Arena                                | 30 settembre 2012 | 2     | 1:37  | Praga, Repubblica Ceca   | Incontro di Pesi Leggeri             |
| Vittoria  | 2–2    | Anita Torti            | Sottomissione (rear naked choke) | Milano in the Cage 2                      | 21 aprile 2012    | 1     | 3:50  | Milano, Italia           |                                      |
| Sconfitta | 1–2    | Myriam Lamare          | Decisione (unanime)              | Pancrase FC 4                             | 14 aprile 2012    | 2     | 5:00  | Marsiglia, Francia       |                                      |
| Sconfitta | 1–1    | Slavka Vitali          | Sottomissione (armbar)           | MMA Italy: Strong and Unbreakable Round 1 | 10 marzo 2012     | 1     | 4:00  | Treviso, Italia          |                                      |
| Vittoria  | 1–0    | Elisa Navalesi         | KO Tecnico (pugni)               | Dangerous Zone                            | 16 maggio 2010    | 1     | 4:45  | Pisa, Italia             |                                      |